# Castello Visconteo (Lodi)
Il Castello Visconteo è stata una fortificazione difensiva della città di Lodi, è sede dalla locale Questura.

## Storia
In passato la città era difesa da una cinta di mura nella quale si aprivano tre porte di accesso (solo in seguito venne aggiunta la porta d'Adda). Due di queste erano poste sul lato sud, in direzione delle principali città alleate: porta Cremonese e porta Pavese; la terza era detta porta Regale ed era la più vulnerabile in quanto si trovava sulla strada per Milano. Per questo motivo, in prossimità di essa, Federico Barbarossa fece erigere un castello al quale si accedeva tramite la Porta Imperiale. Il castello venne riadattato più di cento anni dopo da Napo della Torre, ma l'aspetto attuale è dovuto alla ricostruzione, iniziata nel 1355 e finita nel 1370, voluta da Barnabò Visconti, con un notevole ampliamento e la costruzione di quattro torri e di profonde prigioni nel sottosuolo.

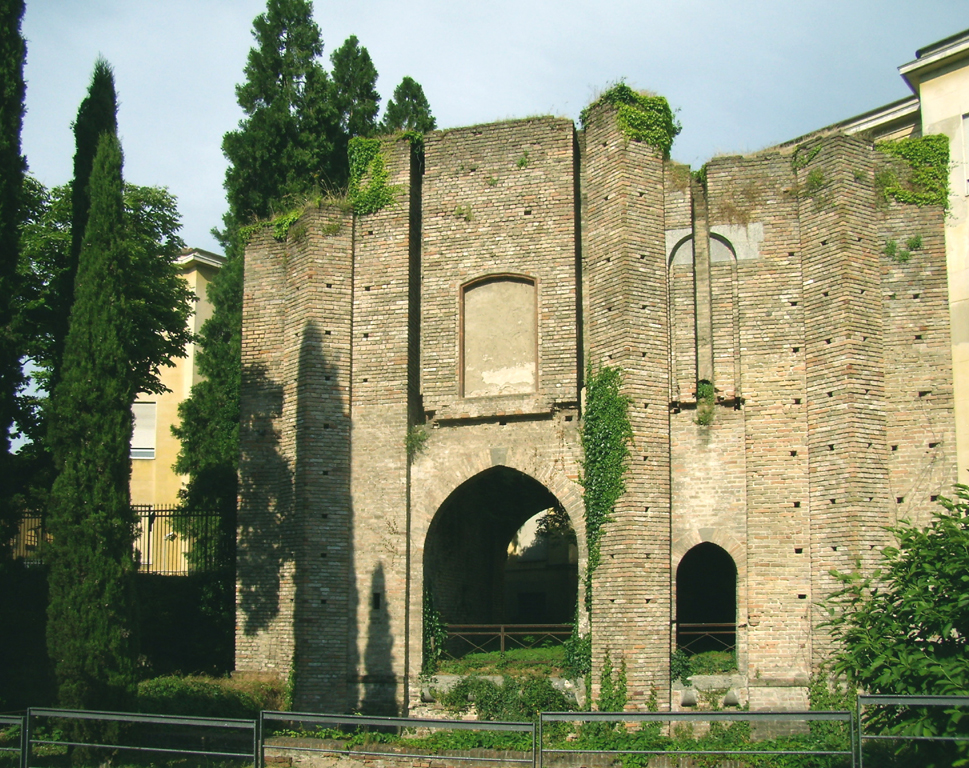
La ricostruzione degli anni cinquanta di Porta Imperiale; l'aspetto antico è dovuto all'utilizzo di mattoni in gran parte originali

Nel 1416 Filippo Maria Visconti rinforzò il rivellino interno con una rocca fortificata fuori dalle mura e più tardi, quando, a causa alle bonifiche dei terreni circostanti, si rese necessario proteggere anche le nuove zone strappate alle paludi, la fortezza fu resa ancora più sicura da Francesco Sforza che nel 1456 fece aggiungere sullo spigolo a nord, una torre rotonda, opera dell'ingegnere Serafino Gavazzi, affiancata a quella di pianta quadrata di cui il castello già disponeva. Il Torrione, che divenne uno dei simboli di Lodi, fu alzato nel 1906 per contenere il serbatoio dell'acquedotto comunale.
Tra il XVI e il XVIII secolo il castello subì adattamenti nei sistemi difensivi per rispondere adeguatamente agli attacchi con le nuove armi da fuoco. Le mura divennero più spesse e furono innalzati baluardi per tenere distanti le artiglierie nemiche.
Sotto la dominazione austriaca di Giuseppe II inizia un vero e proprio lavoro di demolizione. In questo periodo furono riempiti i fossati, tolti i ponti levatoi e distrutto un intero lato del castello che venne trasformato in caserma. Sui tre lati rimasti furono costruiti dei porticati sovrastati da un doppio ordine di logge, così come si vede.
Già dai primi anni del XIX secolo il castello perse il suo vero aspetto e la sua funzione. Il castello è adibito a stazione di polizia, sede della Questura di Lodi.

## I sotterranei

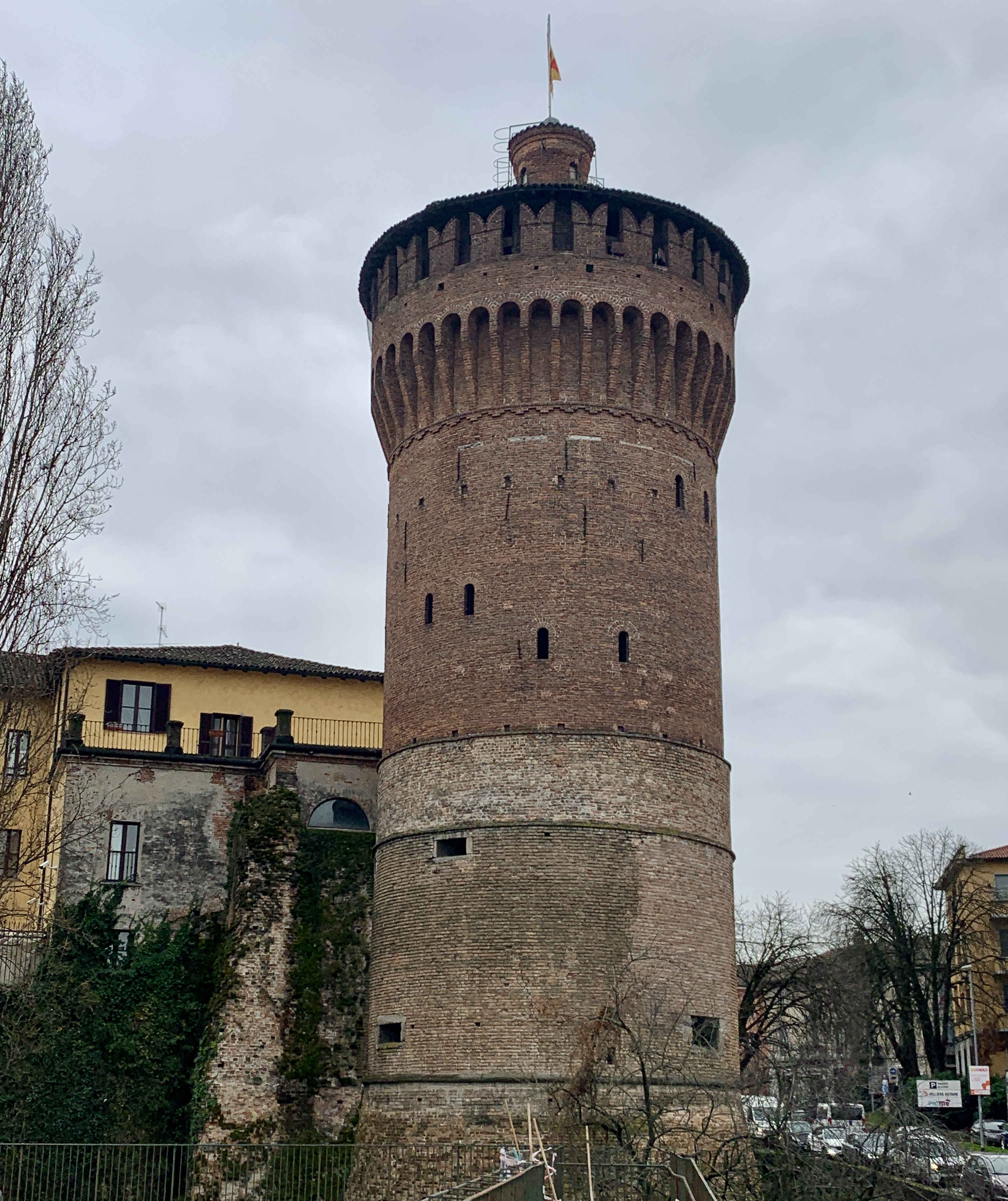
Il Torrione è uno dei simboli della città

Al di sotto del castello, ad una profondità di circa sei metri, sono stati scoperti alcuni cunicoli appartenenti probabilmente al rivellino esterno. Alcuni di questi sono alti fino a 2,70 metri, consentendo quindi il passaggio di un uomo a cavallo, e in alcuni punti si sviluppano anche su due livelli comunicanti fra loro. L'esplorazione di questi ambienti è iniziata negli anni duemila grazie all'iniziativa di un'associazione privata, tuttavia le indagini sono piuttosto difficoltose a causa del fatto che negli anni cinquanta essi furono in gran parte sotterrati e talvolta murati.
Esiste anche l'ipotesi che in passato Lodi fosse completamente attraversata da gallerie sotterranee che conducevano sia fuori le mura, attraverso il rivellino esterno, sia nel cuore della città, attraverso il rivellino interno, verso il sagrato di Piazza della Vittoria. L'utilità di questi passaggi era sia difensiva (costituivano infatti la principale via di fuga in caso di attacco), sia offensiva (consentivano infatti di sorprendere improvvisamente il nemico che occupava parti della città). La loro reale esistenza però non può essere provata a causa delle numerosissime modifiche subite da questi percorsi nel corso dei secoli; alcune parti di essi, potrebbero essere state inglobate dalle cantine e dalle proprietà private dei palazzi del centro storico.
Tuttavia esistono alcune testimonianze della loro esistenza: ad esempio il Guicciardini nel XVII libro Storia d'Italia riporta un fatto avvenuto nel 1526: